# Объёмное видео
Объёмное видео (англ. — volumetric video), голографическое видео (англ. — holographic video) — технология, позволяющих получить многоракурсное изображение объектов съёмки. Зритель при просмотре может выбирать углы обзора, подобно месту в амфитеатре, перемещаясь вокруг объекта и меняя высоту наблюдения.

## История создания формата
Одна из первых киносъемок объёмного видео была произведена Ллойдом Кроссом в 1977 году. Автор использовал название «голограмма». Она позволяла получить многоракурсность изображения только в горизонтальной плоскости и не содержала полной информации об отражении света объектом. При съёмке, объект горизонтально вращали перед кинокамерой, а полученные кадры, снятые под разными углами записывали узкими полосками в общую голограмму.

## Современные технологии съёмки объёмного видео
Современная объемная съёмка, как правило предполагает одновременное размещение большого количества различного оборудования вокруг объекта, включающего фоны хромакей, лампы освещения и видеокамеры, что возможно в специально оборудованной студии. Количество камер может превышать 100.
Уже созданы и более компактные и мобильные решения, позволяющие перевозить оборудование и монтировать его в новой локации в течение 1 часа.
Помимо съёмки на несколько традиционных необъёмных видеокамер и получения объёма с помощью объединения плоских изображений, полученных под разными углами, для получения объёмного видео может быть использована 1 видеокамера, синхронизированная с LIDAR или другим сенсором получающим данные о глубине. В таком случае, для улучшения возможности рассмотрения объекта съёмки с разных сторон, желательно использование объектива видеокамеры с широким углом обзора. Недостатком использования 1 камеры также является снижение реалистичности изображения при изменении угла обзора из-за статичных теней, отбрасываемых объектами в кадре.

## Просмотр объёмного видео
Для просмотра могут быть использованы традиционные экраны настольных компьютеров и ноутбуков с дополнительными очками для пользователя, плоские экраны без очков с функцией отслеживания направления взгляда пользователя и слоем микролинз для создания трёхмерного эффекта, очки (шлемы) виртуальной (VR) или дополненной (AR) реальности, а также специализированные объёмные дисплеи.